# Dolichopeza (Dolichopeza) directa
Dolichopeza (Dolichopeza) directa is een tweevleugelige uit de familie langpootmuggen (Tipulidae). De soort komt voor in het Australaziatisch gebied.